# Медвежек
Медвежек — деревня в Черновском сельском поселении Сланцевского района Ленинградской области.

## История
Деревня Медведева упоминается на карте Санкт-Петербургской губернии 1792 года А. М. Вильбрехта.
Как деревня Медвежек она обозначена на карте Санкт-Петербургской губернии Ф. Ф. Шуберта 1834 года.

МЕДВЕШКА — деревня принадлежит господам Штакельбергу, Лисенкову и Клингенберховым, число жителей по ревизии: 50 м. п., 57 ж. п. (1838 год)

Как деревня Медвежек она отмечена на карте профессора С. С. Куторги 1852 года.

МЕДВЕЖКИ — деревня барона и баронессы Штакельберг, по просёлочной дороге, число дворов — 6, число душ — 28 м. п. (1856 год)

МЕДВЕЖЕК — деревня владельческая при ручье безымянном, число дворов — 18, число жителей: 47 м. п., 42 ж. п. (1862 год) 

В XIX — начале XX века деревня административно относилась к Выскатской волости 1-го земского участка 1-го стана Гдовского уезда Санкт-Петербургской губернии.
Согласно Памятной книжке Санкт-Петербургской губернии 1905 года деревня Медвежек входила в состав Вороновского сельского общества.

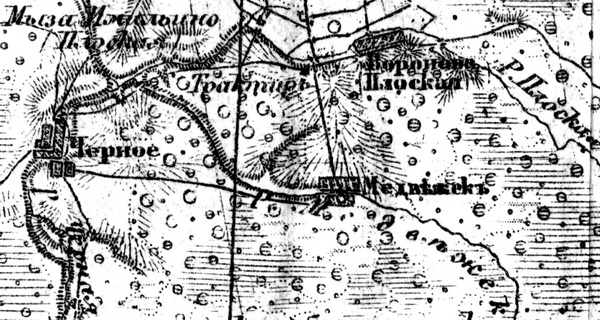
Деревня Медвежек на карте 1919 года

С 1917 по 1922 год деревня входила в состав Кольцовской волости Гдовского уезда.
С 1922 года в составе Черновского сельсовета Выскатской волости.
С августа 1927 года в составе Рудненского района.
С 1928 года в составе Кингисеппского района.
По данным 1933 года деревня Медвежек входила в состав Черновского сельсовета Кингисеппского района.

Деревня Медвежек на карте 1937 года

Согласно топографической карте 1937 года деревня насчитывала 44 крестьянских двора, в центре деревни находилась деревянная часовня.
С января 1941 года в составе Сланцевского района.
С 1 августа 1941 года по 31 января 1944 года германская оккупация.
С 1963 года, в составе Кингисеппского района.
По состоянию на 1 августа 1965 года деревня Медвежек входила в состав Черновского сельсовета Кингисеппского района. С ноября 1965 года, вновь в составе Сланцевского района. В 1965 году население деревни составляло 124 человека.
По данным 1973 года деревня Медвежек входила в состав Попковогорского сельсовета Сланцевского района.
По данным 1990 года деревня Медвежек входила в состав Черновского сельсовета.
В 1997 году в деревне Медвежек Черновской волости проживали 54 человека, в 2002 году — 52 человека (русские — 96 %).
В 2007 году в деревне Медвежек Черновского СП проживали 50 человек, в 2010 году — 32 человека.

## География
Деревня расположена в северной части района на автодороге 41К-005 (Псков — Краколье).
Расстояние до административного центра поселения — 3 км.
Расстояние до ближайшей железнодорожной станции Вервёнка — 2 км.
Через деревню протекает река Чёрная (Черновка).

## Демография
| 1862 | 2007 | 2010 | 2017 |
| ---- | ---- | ---- | ---- |
| 89   | ↘50  | ↘32  | ↗47  |